# Rallye du Portugal 1985
Le Rallye du Portugal 1985 (19º Rallye de Portugal Vinho do Porto), disputé du 6 au 9 mars 1985, est la cent-trente-huitième manche du championnat du monde des rallyes (WRC) courue depuis 1973, et la troisième manche du championnat du monde des rallyes 1985.

## Contexte avant la course

### Le championnat du monde
Ayant succédé en 1973 au championnat international des marques (en vigueur de 1970 à 1972), le championnat du monde des rallyes comprend généralement une douzaine manches, comprenant les plus célèbres épreuves routières internationales, telles le Rallye Monte-Carlo, le Safari ou le RAC Rally. Depuis 1979, le championnat des constructeurs a été doublé d'un championnat pilotes, ce dernier remplaçant l'éphémère Coupe des conducteurs, organisée à seulement deux reprises en 1977 et 1978. Le calendrier 1985 intègre douze manches pour l'attribution du titre de champion du monde des pilotes mais seulement onze sélectives pour le championnat des marques (le Rallye de Côte d'Ivoire en étant exclu). Les épreuves sont réservées aux catégories suivantes :
- Groupe N : voitures de grande production de série, ayant au minimum quatre places, fabriquées à au moins 5000 exemplaires en douze mois consécutifs ; modifications très limitées par rapport au modèle de série (bougies, amortisseurs).
- Groupe A : voitures de tourisme de grande production, fabriquées à au moins 5000 exemplaires en douze mois consécutifs, avec possibilité de modifications des pièces d'origine ; poids minimum fonction de la cylindrée.
- Groupe B : voitures de grand tourisme, fabriquées à au moins 200 exemplaires en douze mois consécutifs, avec possibilité de modifications des pièces d'origine (extension d'homologation portant sur 10% de la production[2]).

Ayant effectué son retour à la compétition lors du Tour de Corse 1984, l'équipe Peugeot Talbot Sport n'a pas tardé à imposer sa nouvelle 205 Turbo 16, victorieuse aux mains d'Ari Vatanen des trois dernières manches du championnat mondial des constructeurs. La saison 1985 a commencé sous les mêmes auspices pour le constructeur français, Vatanen ayant battu à deux reprises les Audi (championnes en titre), au Rallye Monte-Carlo tout d'abord face au quadruple vainqueur de l'épreuve Walter Röhrl, puis en Suède où le spécialiste Stig Blomqvist a dû également s'incliner.

### L'épreuve
Le pilote portugais José Albino remporta en 1967 la première édition du rallye du Portugal (alors baptisé rallye TAP car patronné par la compagnie aérienne nationale de ce nom), imposant sa Renault 8 Gordini au terme d'une épreuve particulièrement difficile au cours de laquelle seulement onze des cinquante-sept équipages engagés avaient atteint l'arrivée ! César Torres, son organisateur, avait établi un parcours particulièrement sélectif, comprenant (dans l'esprit du Rallye Monte-Carlo) plusieurs itinéraires de concentration à partir de grandes villes d'Europe en prélude aux tronçons chronométrés tracés sur les pistes portugaises. Remarquablement orchestré, le rallye TAP va rapidement acquérir une renommée internationale et devenir, dès 1970, une des manches phares du championnat d'Europe des rallyes, avant d'être intégré au calendrier du championnat du monde en 1973. Le premier choc pétrolier entraînera l'abandon des itinéraire de concentration en 1974, l'épreuve portugaise n'en restant pas moins particulièrement appréciée du public et des pilotes. S'étant imposé à quatre reprises entre 1975 et 1981, Markku Alén y détient le record de victoires.

## Le parcours
- départ : 6 mars 1985 d'Estoril (depuis l'autodrome[4])
- arrivée : 9 mars 1985 à Estoril

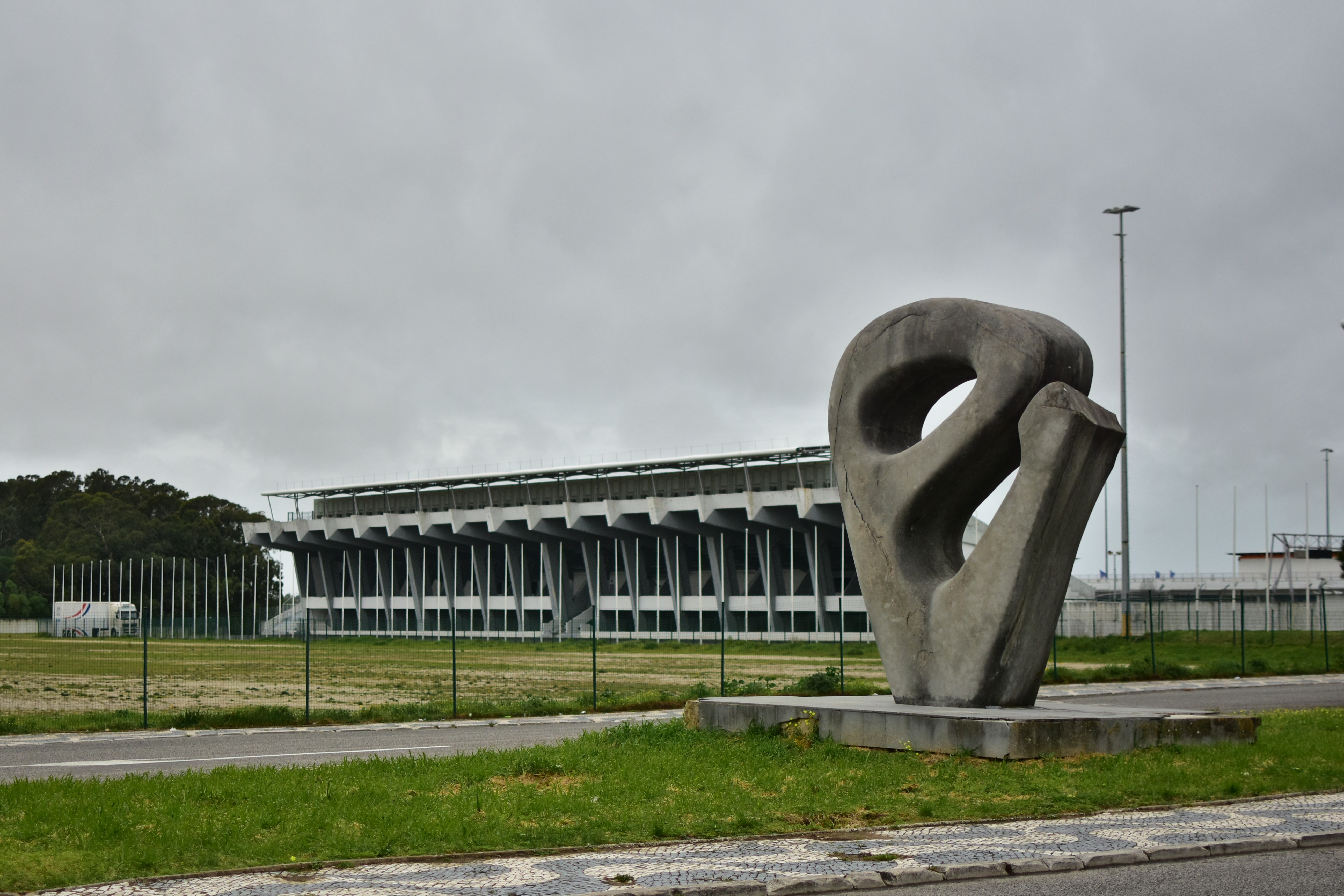
Le départ sera donné depuis l'autodrome d'Estoril.

- distance : 2 455 km dont 730,5 sur 47 épreuves spéciales
- surface des épreuves spéciales : asphalte (25%) et terre (75%)
- Parcours divisé en quatre étapes[5]

### Première étape
- Estoril - Sintra - Tomar - Coimbra - Porto - Póvoa de Varzim, du 6 au 7 mars
- distance : 796 km dont 185,5 sur 17 épreuves spéciales
- surface des épreuves spéciales : asphalte

### Deuxième étape
- Póvoa de Varzim - Viana do Castelo - Póvoa de Varzim, le 7 mars
- distance : 422,7 km dont 166 sur 10 épreuves spéciales
- surface des épreuves spéciales : terre

### Troisième étape
- Póvoa de Varzim - Guimarães - Peso da Régua - Viseu, le 8 mars
- distance :  487,9 km dont 203 sur 12 épreuves spéciales
- surface des épreuves spéciales : terre

### Quatrième étape
- Viseu - Vila Nova de Poiares - Tomar - Estoril, le 9 mars
- distance : 748,4 km dont 176 sur 8 épreuves spéciales
- surface des épreuves spéciales : terre

## Forces en présence
- Audi

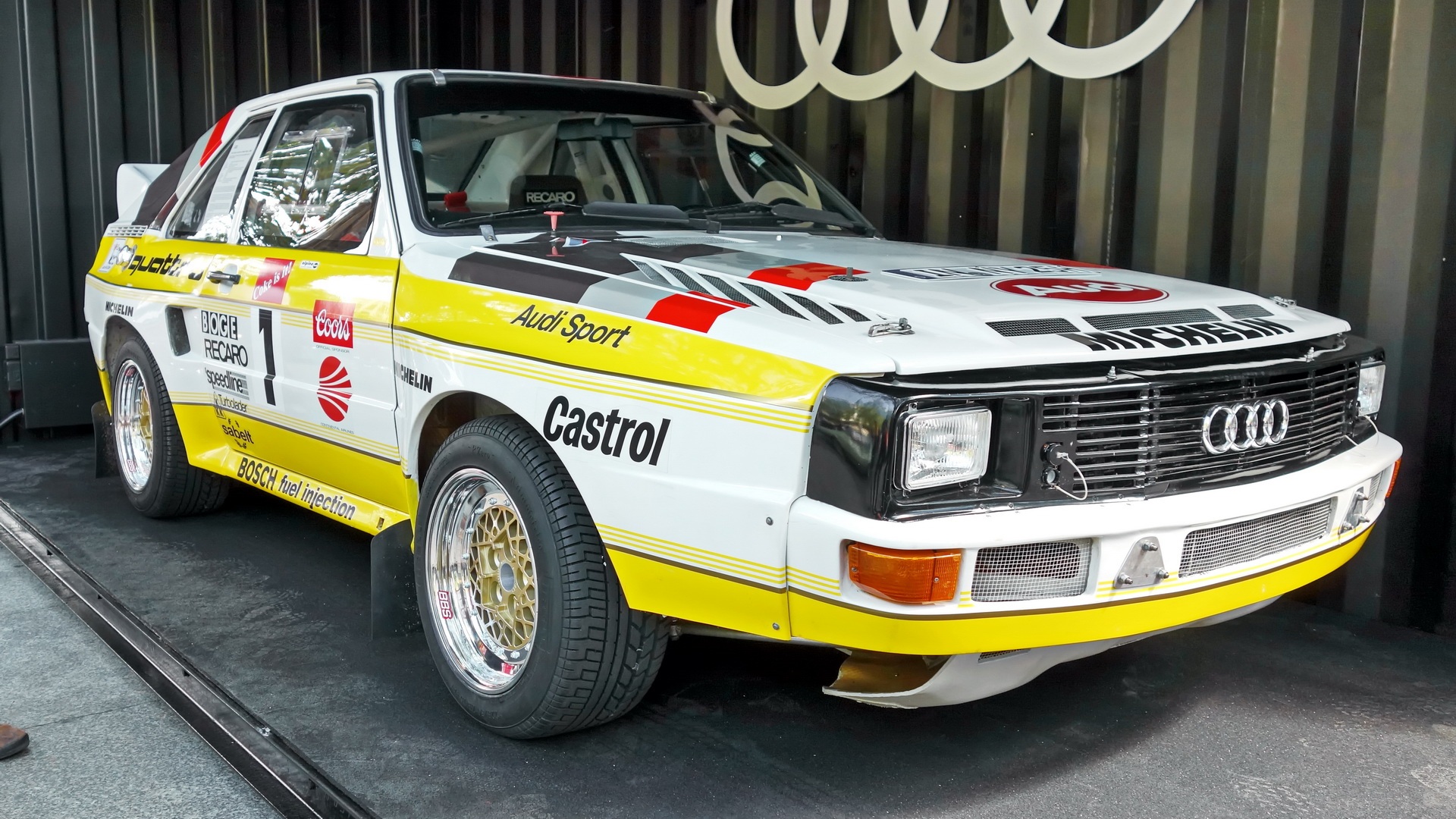
Seulement deux des quatre Audi Sport Quattro initialement engagées seront au départ du rallye du Portugal.

Audi Sport engage deux Sport Quattro groupe B, à moteur avant et transmission intégrale, pour Stig Blomqvist et Walter Röhrl. Quatre équipages étaient initialement inscrits, mais Hannu Mikkola et Michèle Mouton ont tous deux déclaré forfait à quelques jours du départ. L'équipe allemande a nettement fait évoluer le cinq cylindres de 2110 cm3 à culasse vingt soupapes : alimenté par un système d'injection électronique Bosch associé à un turbocompresseur KKK, il développe désormais 450 chevaux à 8000 tr/min (avec possibilité d'obtenir 500 chevaux en augmentant la pression de suralimentation) ; la souplesse a été également améliorée, avec une plage d'utilisation comprise entre 4 500 et 8 500 tr/min. En configuration «terre», les coupés Sport Quattro pèsent environ 1100 kg. Ils sont équipés de pneus Michelin. Engagé à titre privé, l'ancien skieur autrichien Werner Grissmann dispose d'une ancienne Quattro A2 (1150 kg, 2121 cm3, turbo KKK, environ 350 chevaux). Il bénéficie de l'assistance de l'usine.
- Peugeot

Peugeot Talbot Sport aligne deux 205 Turbo 16 groupe B pour Ari Vatanen et Timo Salonen, ce dernier héritant d'une voiture neuve. Leur moteur quatre cylindres de 1775 cm3 est placé en position centrale arrière, une solution originale pour une voiture à quatre roues motrices. Alimenté par un système d'injection électronique Bosch associé à un turbocompresseur KKK, il fournit 350 chevaux à 7200 tr/min. Les 205 sont nettement moins puissantes que les Audi, mais leur faible encombrement (3,82 m de long, soit 34 cm de moins que les Sport Quattro) et leur poids réduit (moins d'une tonne) compensent ce handicap. Elles sont chaussées de pneus Michelin.
- Lancia

La Scuderia Lancia ne participe pas officiellement à l'épreuve, mais la marque italienne est cependant représentée par le Jolly Club,  qui a engagé une Rally 037 groupe B confiée à Massimo Biasion. Cette berlinette à moteur central arrière pèse 960 kg. Son quatre cylindres de 2 111 cm3, alimenté par un système d'injection mécanique Bosch Kugelfischer associé à un compresseur volumétrique Abarth, développe 325 chevaux à 8000 tr/min. Biasion utilise des pneus Pirelli.
- Renault

Le pilote local Joaquim Moutinho dispose d'une 5 Turbo groupe B aux couleurs de la société pétrolière Galp. Placé en position centrale arrière, son moteur quatre cylindres de 1397 cm3, avec injection électronique Bosch et turbocompresseur Garrett, délivre 300 chevaux à 7 000 tr/min. Pesant 960 kg, cette voiture est chaussée de pneus Michelin.
- Nissan

La présence du constructeur japonais est assurée par deux 240RS groupe B privées, aux mains d'António Santinho Mendes et de Paul-Marc Meylan. Ces coupés à transmission classique sont équipés de pneus Dunlop et pèsent un peu plus d'une tonne. Leur moteur quatre cylindres de 2 340 cm3, alimenté par deux carburateurs double corps Solex, fournit 260 chevaux à 8 000 tr/min.
- Ford

Les anciennes Ford Escort RS, à transmission classique, sont toujours très prisées des pilotes locaux. Parmi les plus en vue, on remarque les RS1800 groupe B de Carlos Bica, Rui Souto et José Miguel ; le frère de ce dernier, Pedro Leite Faria, s'aligne quant à lui sur une RS2000 groupe A.
- Opel

Les pilotes privés «Tchine» (Opel Manta i200) et António Ferreira Opel Ascona 2000 représentent les meilleures chances de la marque allemande en groupe A. 
- Volkswagen

Volkswagen Motorsport vise la victoire en groupe A, avec deux Golf GTI aux mains de Jochi Kleint et de Franz Wittmann. Ces petites berlines de 880 kg, à traction, sont animées par un moteur quatre cylindres de 1781 cm3 alimenté par injection mécanique Bosch, d'une puissance de 170 chevaux. Elles utilisent des pneus Pirelli.
- Citroën

En plus de la vingtaine de Visa Chrono participant uniquement au «trophée Visa» (limité à une partie de la première étape), deux Visa 1000 Pistes groupe B sont au départ, dont celle du Français Christian Dorche. Ces berlines à transmissions intégrale pèsent 775 kg et sont mues par un moteur quatre cylindres de 1 434 cm3, alimenté par deux carburateurs Weber double corps, d'une puissance de 145 chevaux à 6 500 tr/min. Les pneus sont des Michelin.
- Toyota

Jorge Ortigão prendra le départ sur une Corolla GT groupe A engagée par Toyota Portugal.

## Déroulement de la course

### Première étape

#### Triple boucle Estoril - Sintra

Un passage de la Renault 5 Turbo de Joaquim Moutinho dans la spéciale de Sintra. Premier pilote local, Moutinho occupe alors la sixième place.

La première étape se déroule entièrement sur asphalte. Le départ est donné de l'autodrome d'Estoril le mercredi matin, le premier équipage s'élançant à neuf heures, avec tout d'abord un itinéraire tracé entre la station balnéaire et Sintra, à parcourir trois fois. Le premier secteur chronométré, à Lagoa Azul, est très rapide et les puissantes Audi de Walter Röhrl et Stig Blomqvist s'y montrent les plus performantes, devançant la Peugeot 205 de Timo Salonen. Plus sinueuses, les deux épreuves suivantes conviennent mieux à l'agile Lancia Rally 037 de Massimo Biasion qui profite des crevaisons touchant les deux pilotes Audi à la fin de la première boucle pour s'emparer du commandement de la course, trois secondes devant Röhrl. Les deux leaders font pratiquement jeu égal lors de la deuxième boucle, mais dans le dernier passage à Lagoa Azul Röhrl comble son léger retard, les deux hommes se retrouvant à égalité. C'est ensuite au tour de Biasion de perdre quelques secondes à cause d'une crevaison, permettant au pilote allemand de prendre seul la tête au regroupement de Sintra, six secondes devant son adversaire italien. Troisième, Salonen est à vingt secondes, devançant son coéquipier Ari Vatanen. Blomqvist a rétrogradé en cinquième position, accusant près d'une minute de retard sur la Lancia. Premier pilote local, Joaquim Moutinho est sixième sur la Renault 5 Turbo patronnée par Galp. Sur sa modeste Citroën Visa, Christian Dorche a réalisé d'étonnantes performances et occupe la huitième place, juste derrière l'Audi de l'ancien skieur autrichien Werner Grissmann. En groupe A, la lutte est très serrée entre les deux Volkswagen Golf de Franz Wittmann et Jochi Kleint, respectivement dixième et onzième du classement général.

L'Audi Sport Quattro de Blomqvist au regroupement de Sintra. Le pilote suédois occupe alors la cinquième place du classement général, à 53 secondes de son coéquipier Walter Röhrl sur une voiture identique.

| Pos. | Pilote                  | Copilote              | Voiture                  | Groupe | Temps       | Écart        |
| ---- | ----------------------- | --------------------- | ------------------------ | ------ | ----------- | ------------ |
| 1    | Walter Röhrl            | Christian Geistdörfer | Audi Sport Quattro       | B      | 37 min 56 s |              |
| 2    | Massimo Biasion         | Tiziano Siviero       | Lancia Rally 037         | B      | 38 min 02 s | + 6 s        |
| 3    | Timo Salonen            | Seppo Harjanne        | Peugeot 205 Turbo 16     | B      | 38 min 16 s | + 20 s       |
| 4    | Ari Vatanen             | Terry Harryman        | Peugeot 205 Turbo 16     | B      | 38 min 23 s | + 27 s       |
| 5    | Stig Blomqvist          | Björn Cederberg       | Audi Sport Quattro       | B      | 38 min 49 s | + 53 s       |
| 6    | Joaquim Moutinho        | Edgar Fortes          | Renault 5 Turbo          | B      | 39 min 34 s | + 1 min 38 s |
| 7    | Werner Grissmann        | Jörg Pattermann       | Audi Quattro A2          | B      | 42 min 17 s | + 4 min 21 s |
| 8    | Christian Dorche        | Léon Lejeune          | Citroën Visa 1000 Pistes | B      | 42 min 34 s | + 4 min 38 s |
| 9    | José Miguel             | José Luis Nascimento  | Ford Escort RS1800       | B      | 42 min 44 s | + 4 min 48 s |
| 10   | Franz Wittmann          | Ferdi Hinterleitner   | Volkswagen Golf GTI      | A      | 43 min 10 s | + 5 min 14 s |
| 11   | Jochi Kleint            | Werner Hohenadel      | Volkswagen Golf GTI      | A      | 43 min 43 s | + 5 min 47 s |
| 12   | Georg Fischer           | Ruben Zeltner         | Peugeot 205 GTI          | A      | 44 min 07 s | + 6 min 11 s |
| 13   | António Santinho Mendes | Rui Cunha             | Nissan 240RS             | B      | 44 min 43 s | + 6 min 47 s |
| 14   | Rui Souto               | Eduardo Cidd          | Ford Escort RS1800       | B      | 44 min 54 s | + 6 min 58 s |
| 15   | Jorge Ortigão           | João Baptista         | Toyota Corolla GT        | A      | 44 min 56 s | + 7 min 00 s |

#### Sintra - Póvoa de Varzim
Après une courte halte, les concurrents repartent de Sintra le soir venu, pour gagner le nord du pays. Röhrl parvient à conserver un petit avantage sur Biasion jusqu'à ce qu'une perte de puissance passagère de l'Audi ne permette à l'Italien de reprendre la tête, peu après Tomar. Il va dès lors creusement régulièrement l'écart sur son adversaire, ralliant Póvoa de Varzim, peu avant l'aube, avec près d'une minute d'avance sur l'ancien champion du monde, désormais talonné par les deux Peugeot de Vatanen et Salonen. Continuellement ralenti par des problèmes de turbo, Blomqvist conserve la cinquième place mais accuse un retard de près de quatre minutes. Toujours sixième, Moutinho est beaucoup plus loin, alors que Dorche a dû renoncer, ayant cassé son différentiel dans le secteur de Serra da Lousã. Désormais huitième derrière Grissmann, Kleint a pris la tête du groupe A. Il reste cinq-six voitures en course.

La Lancia 037 de Massimo Biasion, en tête du rallye à l'issue de la première étape.

| Pos. | Pilote                  | Copilote              | Voiture              | Groupe | Temps           | Écart         |
| ---- | ----------------------- | --------------------- | -------------------- | ------ | --------------- | ------------- |
| 1    | Massimo Biasion         | Tiziano Siviero       | Lancia Rally 037     | B      | 1 h 49 min 34 s |               |
| 2    | Walter Röhrl            | Christian Geistdörfer | Audi Sport Quattro   | B      | 1 h 50 min 32 s | + 58 s        |
| 3    | Ari Vatanen             | Terry Harryman        | Peugeot 205 Turbo 16 | B      | 1 h 50 min 45 s | + 1 min 11 s  |
| 4    | Timo Salonen            | Seppo Harjanne        | Peugeot 205 Turbo 16 | B      | 1 h 50 min 59 s | + 1 min 25 s  |
| 5    | Stig Blomqvist          | Björn Cederberg       | Audi Sport Quattro   | B      | 1 h 53 min 25 s | + 3 min 51 s  |
| 6    | Joaquim Moutinho        | Edgar Fortes          | Renault 5 Turbo      | B      | 1 h 57 min 50 s | + 8 min 16 s  |
| 7    | Werner Grissmann        | Jörg Pattermann       | Audi Quattro A2      | B      | 2 h 05 min 06 s | + 15 min 32 s |
| 8    | Jochi Kleint            | Werner Hohenadel      | Volkswagen Golf GTI  | A      | 2 h 05 min 21 s | + 15 min 47 s |
| 9    | José Miguel             | José Luis Nascimento  | Ford Escort RS1800   | B      | 2 h 06 min 10 s | + 16 min 36 s |
| 10   | Franz Wittmann          | Ferdi Hinterleitner   | Volkswagen Golf GTI  | A      | 2 h 06 min 50 s | + 17 min 16 s |
| 11   | Georg Fischer           | Ruben Zeltner         | Peugeot 205 GTI      | A      | 2 h 11 min 53 s | + 22 min 19 s |
| 12   | António Santinho Mendes | Rui Cunha             | Nissan 240RS         | B      | 2 h 12 min 28 s | + 22 min 54 s |
| 13   | Jorge Ortigão           | João Baptista         | Toyota Corolla GT    | A      | 2 h 13 min 28 s | + 23 min 54 s |
| 14   | Rui Souto               | Eduardo Cidd          | Ford Escort RS1800   | B      | 2 h 14 min 07 s | + 24 min 33 s |
| 15   | Carlos Bica             | João Sena             | Ford Escort RS1800   | B      | 2 h 16 min 10 s | + 26 min 36 s |
| 16   | Pedro Leite Faria       | António Manuel        | Ford Escort RS2000   | A      | 2 h 17 min 40 s | + 28 min 06 s |
| 17   | Joaquim Santos          | Miguel Oliveira       | Ford Escort RS1600i  | A      | 2 h 19 min 00 s | + 29 min 26 s |
| 18   | «Tchine»                | Filipe Fernandes      | Opel Manta i200      | A      | 2 h 19 min 32 s | + 29 min 58 s |

### Deuxième étape
Le départ de la deuxième étape est donné le jeudi après-midi. Les épreuves spéciales, toutes sur terre, sont concentrées près de Viana do Castelo. Dès la première, Vatanen est victime d'une crevaison et doit effectuer les derniers hectomètres sur la jante arrière droite, perdant une quarantaine de secondes ; il rétrograde en quatrième position, à près de deux minutes de Biasion. Désavantagé par le terrain, le pilote italien perd progressivement son avance sur Röhrl, qui s'empare du commandement dans le secteur d'Arcos et va dès lors distancer inexorablement la Lancia. Dans cette même épreuve, la rotule de suspension arrière droite de la 205 de Vatanen cède. Malgré les consignes de son équipe, le pilote finlandais tente de continuer au ralenti sur trois roues, mais va devoir renoncer sept kilomètres plus loin, moteur coupé à cause d'un capteur électronique arraché. Troisième à une quarantaine de secondes de Röhrl, Salonen reste seul à défendre les chances de Peugeot. Il réalise le meilleur temps dans l'épreuve de Sao Lourenço et s'empare alors de la deuxième place, revenant à vingt-six secondes de Röhrl, mais une crevaison lui fait ensuite perdre près d'une minute et retomber en troisième position. Röhrl est désormais confortement installé en tête ; au retour à Póvoa de Varzim, au milieu de la nuit, il compte plus de trois minutes sur Biasion et près de quatre sur Salonen. Ce dernier avait brièvement repris la deuxième place avant le bris d'arbre de roue dans le dernier tronçon chronométré. Des problèmes de transmission ont également retardé Blomqvist, quatrième, qui compte maintenant plus de dix minutes de retard. Cinquième, Moutinho est à près d'une demi-heure. Les Volkswagen de Kleint et Wittmann ont toutes deux abandonné et c'est la Toyota de Jorge Ortigão, huitième du classement général, qui occupe la tête du groupe A. Il ne reste plus que trente-huit équipages en course.
| Pos. | Pilote                  | Copilote              | Voiture              | Groupe | Temps           | Écart             |
| ---- | ----------------------- | --------------------- | -------------------- | ------ | --------------- | ----------------- |
| 1    | Walter Röhrl            | Christian Geistdörfer | Audi Sport Quattro   | B      | 3 h 47 min 01 s |                   |
| 2    | Massimo Biasion         | Tiziano Siviero       | Lancia Rally 037     | B      | 3 h 50 min 03 s | + 3 min 02 s      |
| 3    | Timo Salonen            | Seppo Harjanne        | Peugeot 205 Turbo 16 | B      | 3 h 50 min 56 s | + 3 min 55 s      |
| 4    | Stig Blomqvist          | Björn Cederberg       | Audi Sport Quattro   | B      | 3 h 57 min 27 s | + 10 min 26 s     |
| 5    | Joaquim Moutinho        | Edgar Fortes          | Renault 5 Turbo      | B      | 4 h 14 min 38 s | + 27 min 37 s     |
| 6    | Werner Grissmann        | Jörg Pattermann       | Audi Quattro A2      | B      | 4 h 21 min 48 s | + 34 min 47 s     |
| 7    | José Miguel             | José Luis Nascimento  | Ford Escort RS1800   | B      | 4 h 23 min 52 s | + 36 min 51 s     |
| 8    | Jorge Ortigão           | João Baptista         | Toyota Corolla GT    | A      | 4 h 34 min 11 s | + 47 min 10 s     |
| 9    | António Santinho Mendes | Rui Cunha             | Nissan 240RS         | B      | 4 h 34 min 51 s | + 47 min 50 s     |
| 10   | Carlos Bica             | João Sena             | Ford Escort RS1800   | B      | 4 h 35 min 29 s | + 48 min 28 s     |
| 11   | Georg Fischer           | Ruben Zeltner         | Peugeot 205 GTI      | A      | 4 h 44 min 51 s | + 57 min 50 s     |
| 12   | Pedro Leite Faria       | António Manuel        | Ford Escort RS2000   | A      | 4 h 48 min 01 s | + 1 h 01 min 00 s |
| 13   | «Tchine»                | Filipe Fernandes      | Opel Manta i200      | A      | 4 h 48 min 47 s | + 1 h 01 min 46 s |
| 14   | António Ferreira        | Carlos Resende        | Opel Ascona 2000     | A      | 4 h 56 min 34 s | + 1 h 09 min 33 s |
| 15   | Joaquim Santos          | Miguel Oliveira       | Ford Escort RS1600i  | A      | 4 h 58 min 14 s | + 1 h 11 min 13 s |

### Troisième étape

#### Póvoa de Varzim - Peso da Régua
Les équipages rescapés repartent de Póvoa de Varzim le vendredi matin. Continuellement aux avant-postes, Röhrl augmente régulièrement son avance sur ses poursuivants, la Lancia de Biasion ne pouvant suivre le rythme du pilote allemand sur les pistes de terre. Au sein de l'équipe Peugeot, soucieuse de marquer des points au championnat, Salonen a reçu des consignes de prudence. Il n'en réalise pas moins le meilleur temps dans la montagne de montagne de Marão et reprend la deuxième place. À la halte de Peso da Régua, Röhrl est confortablement installé en tête, près de cinq minutes devant Salonen, Biasion, troisième, comptant plus de six minutes de retard. Les autres concurrents, emmenés par Blomqvist (qui a une nouvelle fois été retardé par des problèmes mécaniques) et Moutinho, sont beaucoup plus loin. Le groupe A est toujours mené par Ortigão, dixième du classement général.
| Pos. | Pilote                  | Copilote              | Voiture              | Groupe | Temps           | Écart             |
| ---- | ----------------------- | --------------------- | -------------------- | ------ | --------------- | ----------------- |
| 1    | Walter Röhrl            | Christian Geistdörfer | Audi Sport Quattro   | B      | 5 h 06 min 59 s |                   |
| 2    | Timo Salonen            | Seppo Harjanne        | Peugeot 205 Turbo 16 | B      | 5 h 11 min 53 s | + 4 min 54 s      |
| 3    | Massimo Biasion         | Tiziano Siviero       | Lancia Rally 037     | B      | 5 h 13 min 21 s | + 6 min 22 s      |
| 4    | Stig Blomqvist          | Björn Cederberg       | Audi Sport Quattro   | B      | 5 h 21 min 10 s | + 14 min 11 s     |
| 5    | Joaquim Moutinho        | Edgar Fortes          | Renault 5 Turbo      | B      | 5 h 45 min 10 s | + 38 min 11 s     |
| 6    | Werner Grissmann        | Jörg Pattermann       | Audi Quattro A2      | B      | 5 h 52 min 13 s | + 45 min 14 s     |
| 7    | José Miguel             | José Luis Nascimento  | Ford Escort RS1800   | B      | 5 h 57 min 50 s | + 50 min 51 s     |
| 8    | Carlos Bica             | João Sena             | Ford Escort RS1800   | B      | 6 h 07 min 24 s | + 1 h 00 min 25 s |
| 9    | António Santinho Mendes | Rui Cunha             | Nissan 240RS         | B      | 6 h 19 min 22 s | + 1 h 12 min 23 s |
| 10   | Jorge Ortigão           | João Baptista         | Toyota Corolla GT    | A      | 6 h 22 min 36 s | + 1 h 15 min 37 s |
| 11   | Pedro Leite Faria       | António Manuel        | Ford Escort RS2000   | A      | 6 h 28 min 49 s | + 1 h 21 min 50 s |
| 12   | Georg Fischer           | Ruben Zeltner         | Peugeot 205 GTI      | A      | 6 h 35 min 55 s | + 1 h 28 min 56 s |

#### Peso da Régua - Viseu
Röhrl poursuit sa course en tête au cours de l'après-midi, ses poursuivants directs se contentant d'assurer leurs positions. Salonen a cependant été victime d'un bris de rotule de direction sur un tronçon de liaison et, après réparation,  a dû attaquer sans relâche jusqu'au poste de contrôle horaire, parvenant de justesse à éviter une pénalisation routière. À l'arrivée à Viseu, l'ordre reste inchangé pour les quatre premiers, Röhrl comptant maintenant plus de six minutes d'avance sur Salonen et près de neuf sur Biasion. Les problèmes de gestion moteur de Blomqvist semblent enfin résolus mais, avec près d'un quart d'heure de retard, le pilote suédois ne peut espérer inquiéter ses adversaires. Une casse moteur dans la dernière épreuve de la journée a mis fin à la prestation de Moutinho, laissant la cinquième place à Grissmann. Le premier pilote local est désormais José Miguel, sixième sur sa Ford Escort. Ortigão, neuvième, est toujours largement en tête du groupe A.

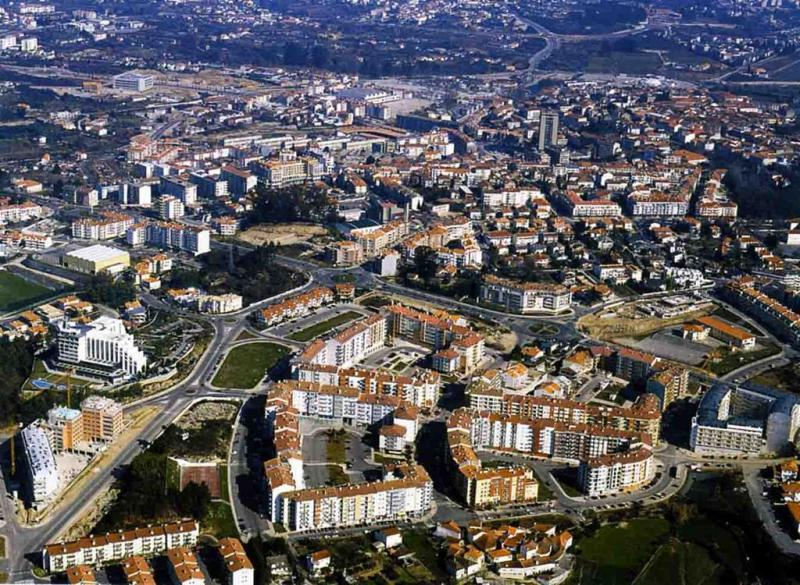
Viseu, ville arrivée de la troisième étape.

| Pos. | Pilote                  | Copilote              | Voiture              | Groupe | Temps           | Écart             |
| ---- | ----------------------- | --------------------- | -------------------- | ------ | --------------- | ----------------- |
| 1    | Walter Röhrl            | Christian Geistdörfer | Audi Sport Quattro   | B      | 6 h 02 min 00 s |                   |
| 2    | Timo Salonen            | Seppo Harjanne        | Peugeot 205 Turbo 16 | B      | 6 h 08 min 22 s | + 6 min 22 s      |
| 3    | Massimo Biasion         | Tiziano Siviero       | Lancia Rally 037     | B      | 6 h 10 min 50 s | + 8 min 50 s      |
| 4    | Stig Blomqvist          | Björn Cederberg       | Audi Sport Quattro   | B      | 6 h 16 min 02 s | + 14 min 02 s     |
| 5    | Werner Grissmann        | Jörg Pattermann       | Audi Quattro A2      | B      | 6 h 58 min 16 s | + 56 min 16 s     |
| 6    | José Miguel             | José Luis Nascimento  | Ford Escort RS1800   | B      | 7 h 03 min 15 s | + 1 h 01 min 15 s |
| 7    | Carlos Bica             | João Sena             | Ford Escort RS1800   | B      | 7 h 12 min 08 s | + 1 h 10 min 08 s |
| 8    | António Santinho Mendes | Rui Cunha             | Nissan 240RS         | B      | 7 h 13 min 59 s | + 1 h 11 min 59 s |
| 9    | Jorge Ortigão           | João Baptista         | Toyota Corolla GT    | A      | 7 h 21 min 21 s | + 1 h 19 min 21 s |
| 10   | Pedro Leite Faria       | António Manuel        | Ford Escort RS2000   | A      | 7 h 43 min 29 s | + 1 h 41 min 29 s |
| 11   | Georg Fischer           | Ruben Zeltner         | Peugeot 205 GTI      | A      | 7 h 50 min 05 s | + 1 h 48 min 05 s |
| 12   | «Tchine»                | Filipe Fernandes      | Opel Manta i200      | A      | 7 h 51 min 25 s | + 1 h 49 min 25 s |
| 13   | António Ferreira        | Carlos Resende        | Opel Ascona 2000     | A      | 7 h 54 min 39 s | + 1 h 52 min 39 s |
| 14   | Joaquim Santos          | Miguel Oliveira       | Ford Escort RS1600i  | A      | 8 h 05 min 42 s | + 2 h 03 min 42 s |

### Quatrième étape
Les concurrents repartent de Viseu le samedi, avant l'aube. Röhrl semble alors hors d'atteinte de ses adversaires mais, dès le premier passage dans le secteur d'Arganil, des ennuis de transmission lui font perdre près de quatre minutes. Il est toujours en tête mais n'a plus que deux minutes et demie d'avance sur Salonen, une marge insuffisante sachant que la boîte de vitesses et le différentiel doivent être remplacés. Malgré les efforts des mécaniciens d'Audi, le pilote allemand ne peut pointer dans les temps au contrôle horaire suivant et écope de cinq minutes de pénalisation, Salonen héritant du commandement de la course. Röhrl, désormais deuxième, ne baisse cependant pas les bras et continue à attaquer. Les courtes spéciales de Candosa et de Lousa ne lui permettent pas de réduire son retard et c'est avec un handicap de deux minutes et demie qu'il aborde le deuxième passage d'Arganil. Il connaît parfaitement ce parcours très sélectif et décide de jouer son va-tout. Il y effectue une belle démonstration de pilotage avant qu'une crevaison ne lui fasse perdre toutes ses chances. Malgré un amortisseur hors d'usage dans les derniers kilomètres, Salonen réalise le meilleur temps et se retrouve avec près de cinq minutes d'avance sur Biasion, Röhrl rétrogradant en troisième position à vingt secondes de l'Italien. Sur terre, l'Audi est nettement plus véloce que la Lancia et, à la halte de Tomar, Röhrl est revenu à seulement quatre secondes de la machine italienne. Il reste alors deux épreuves spéciales à disputer. Röhrl devrait logiquement reprendre la seconde place mais une nouvelle crevaison, dans le secteur de Martinchel lui fait perdre deux minutes supplémentaires et tout espoir de rattraper la Lancia. Ne prenant plus aucun risque, Salonen rallie victorieusement Estoril, prenant également la tête du championnat du monde. Auteur d'un sans-faute, Biasion obtient une belle seconde place, devant les Audi de Röhrl (bien malchanceux) et de Blomqvist, ce dernier ayant rencontré des problèmes mécaniques durant la majeure partie de la course. Le jeune pilote local José Miguel, qui disputait l'épreuve pour la première fois, a devancé tous ses compatriotes et se classe sixième derrière l'Audi privée du skieur autrichien Grissmann. En tête du groupe A depuis l'abandon des Volkswagen officielles, Ortigão amène sa Toyota à la neuvième place du classement général. Seulement vingt-huit équipages ont atteint l'arrivée.

### Classements intermédiaires
Classements intermédiaires des pilotes après chaque épreuve spéciale

### Classement général

La Peugeot 205 Turbo 16 de Timo Salonen et Seppo Harjanne, l'équipage victorieux du Rallye du Portugal.

| Pos | No | Pilote                  | Copilote              | Voiture              | Temps            | Écart             | Groupe |
| --- | -- | ----------------------- | --------------------- | -------------------- | ---------------- | ----------------- | ------ |
| 1   | 6  | Timo Salonen            | Seppo Harjanne        | Peugeot 205 Turbo 16 | 8 h 07 min 25 s  |                   | B      |
| 2   | 4  | Massimo Biasion         | Tiziano Siviero       | Lancia Rally 037     | 8 h 12 min 12 s  | + 4 min 47 s      | B      |
| 3   | 5  | Walter Röhrl            | Christian Geistdörfer | Audi Sport Quattro   | 8 h 13 min 23 s  | + 5 min 58 s      | B      |
| 4   | 3  | Stig Blomqvist          | Björn Cederberg       | Audi Sport Quattro   | 8 h 31 min 11 s  | + 23 min 46 s     | B      |
| 5   | 16 | Werner Grissmann        | Jörg Pattermann       | Audi Quattro A2      | 9 h 13 min 20 s  | + 1 h 05 min 55 s | B      |
| 6   | 15 | José Miguel             | José Luis Nascimento  | Ford Escort RS1800   | 9 h 20 min 42 s  | + 1 h 13 min 17 s | B      |
| 7   | 14 | Carlos Bica             | João Sena             | Ford Escort RS1800   | 9 h 38 min 01 s  | + 1 h 30 min 36 s | B      |
| 8   | 20 | António Santinho Mendes | Rui Cunha             | Nissan 240RS         | 9 h 40 min 01 s  | + 1 h 32 min 36 s | B      |
| 9   | 23 | Jorge Ortigão           | João Baptista         | Toyota Corolla GT    | 9 h 52 min 25 s  | + 1 h 45 min 00 s | A      |
| 10  | 36 | Pedro Leite Faria       | António Manuel        | Ford Escort RS2000   | 10 h 13 min 16 s | + 2 h 05 min 51 s | A      |

### Équipages de tête
- ES1 à ES2 :  Walter Röhrl -  Christian Geistdörfer (Audi Sport Quattro)
- ES3 à ES6 :  Massimo Biasion -  Tiziano Siviero (Lancia Rally 037)
- ES7 :  Massimo Biasion -  Tiziano Siviero (Lancia Rally 037) &  Walter Röhrl -  Christian Geistdörfer (Audi Sport Quattro)
- ES8 à ES11 :  Walter Röhrl -  Christian Geistdörfer (Audi Sport Quattro)
- ES12 à ES19 :  Massimo Biasion -  Tiziano Siviero (Lancia Rally 037)
- ES20 à ES40 :  Walter Röhrl -  Christian Geistdörfer (Audi Sport Quattro)
- ES41 à ES47 :  Timo Salonen -  Seppo Harjanne (Peugeot 205 Turbo 16)

### Vainqueurs d'épreuves spéciales
- Walter Röhrl -  Christian Geistdörfer (Audi Sport Quattro) : 23 spéciales (ES 1, 5, 7, 9, 11, 18, 20, 23 à 27, 29, 30, 32 à 35, 37, 41, 44, 45, 47)
- Massimo Biasion -  Tiziano Siviero (Lancia Rally 037) : 12 spéciales (ES 2, 3, 5, 6, 9, 10, 12 à 15, 17, 46)
- Timo Salonen -  Seppo Harjanne (Peugeot 205 Turbo 16) : 8 spéciales (ES 4, 5, 21, 22, 31, 40, 42, 43)
- Stig Blomqvist -  Björn Cederberg (Audi Sport Quattro) : 5 spéciales (ES 28, 35, 36, 38, 39)
- Ari Vatanen -  Terry Harryman (Peugeot 205 Turbo 16) : 3 spéciales (ES 8, 16, 19)

## Résultats des principaux engagés

Bien que retardé par une sortie de route, Carlos Bica a terminé à la septième place au volant de sa Ford Escort RS1800.

| No | Pilote                  | Copilote              | Voiture                  | Groupe | Classement général                            | Class. groupe |
| -- | ----------------------- | --------------------- | ------------------------ | ------ | --------------------------------------------- | ------------- |
| 1  | Hannu Mikkola           | Arne Hertz            | Audi Sport Quattro       | B      | Forfait                                       | -             |
| 2  | Ari Vatanen             | Terry Harryman        | Peugeot 205 Turbo 16     | B      | ab. dans la 21e spéciale (suspension arrière) | -             |
| 3  | Stig Blomqvist          | Björn Cederberg       | Audi Sport Quattro       | B      | 4e à 23 min 46 s                              | 4e            |
| 4  | Massimo Biasion         | Tiziano Siviero       | Lancia Rally 037         | B      | 2e à 4 min 47 s                               | 2e            |
| 5  | Walter Röhrl            | Christian Geistdörfer | Audi Sport Quattro       | B      | 3e à 5 min 58 s                               | 3e            |
| 6  | Timo Salonen            | Seppo Harjanne        | Peugeot 205 Turbo 16     | B      | 1er                                           | 1er           |
| 7  | Michèle Mouton          | Fabrizia Pons         | Audi Sport Quattro       | B      | Forfait                                       | -             |
| 8  | Joaquim Moutinho        | Edgar Fortes          | Renault 5 Turbo          | B      | ab. dans la 39e spéciale (piston)             | -             |
| 9  | Jochi Kleint            | Werner Hohenadel      | Volkswagen Golf GTI      | A      | ab. dans la 25e spéciale (boîte de vitesses)  | -             |
| 10 | Joaquim Santos          | Miguel Oliveira       | Ford Escort RS1600i      | A      | 13e à 2 h 38 min 08 s                         | 5e            |
| 11 | Franz Wittmann          | Ferdi Hinterleitner   | Volkswagen Golf GTI      | A      | ab. après la 22e spéciale (hors délai)        | -             |
| 12 | «Tchine»                | Filipe Fernandes      | Opel Manta i200          | A      | 11e à 2 h 22 min 56 s                         | 3e            |
| 14 | Carlos Bica             | João Sena             | Ford Escort RS1800       | B      | 7e à 1 h 30 min 36 s                          | 7e            |
| 15 | José Miguel             | José Luis Nascimento  | Ford Escort RS1800       | B      | 6e à 1 h 13 min 17 s                          | 6e            |
| 16 | Werner Grissmann        | Jörg Pattermann       | Audi Quattro A2          | B      | 5e à 1 h 05 min 55 s                          | 5e            |
| 20 | António Santinho Mendes | Rui Cunha             | Nissan 240RS             | B      | 8e à 1 h 32 min 36 s                          | 8e            |
| 21 | Rui Souto               | Eduardo Cidd          | Ford Escort RS1800       | B      | ab. dans la 2e étape                          | -             |
| 22 | Christian Dorche        | Léon Lejeune          | Citroën Visa 1000 Pistes | B      | ab. dans la 14e spéciale (différentiel)       | -             |
| 23 | Jorge Ortigão           | João Baptista         | Toyota Corolla GT        | A      | 9e à 1 h 45 min 00 s                          | 1er           |
| 24 | Georg Fischer           | Ruben Zeltner         | Peugeot 205 GTI          | A      | ab. dans la 4e étape                          | -             |
| 27 | Paul-Marc Meylan        | Michel Duvaut         | Nissan 240RS             | B      | ab. dans la 2e étape                          | -             |
| 36 | Pedro Leite Faria       | António Manuel        | Ford Escort RS2000       | A      | 10e à 2 h 05 min 51 s                         | 2e            |
| 44 | António Ferreira        | Carlos Resende        | Opel Ascona 2000         | A      | 12e à 2 h 23 min 18 s                         | 4e            |

## Classements des championnats à l'issue de la course

### Constructeurs
- Attribution des points : 10, 9, 8, 7, 6, 5, 4, 3, 2, 1 respectivement aux dix premières marques de chaque épreuve, additionnés de 8, 7, 6, 5, 4, 3, 2, 1 respectivement aux huit premières de chaque groupe (seule la voiture la mieux classée de chaque constructeur marque des points). Les points de groupe ne sont attribués qu'aux concurrents ayant terminé dans les dix premiers au classement général[7].
- Seuls les huit meilleurs résultats (sur onze épreuves) sont retenus pour le décompte final des points.

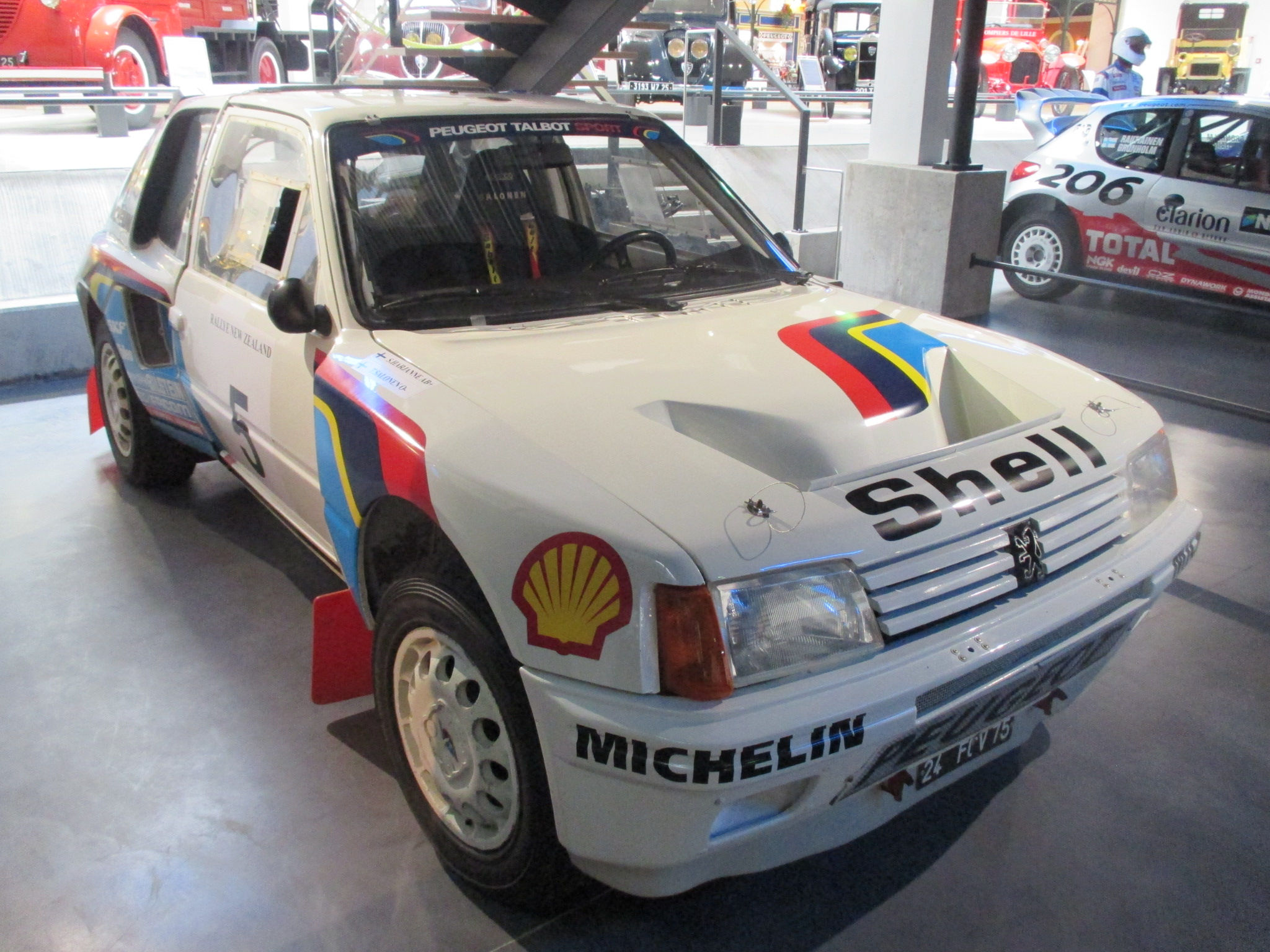
Les Peugeot 205 Turbo 16 ont remporté les trois premières manches de la saison.

| Pos. | Marque  | Points | M-C  | SUE  | POR  | SAF | COR | ACR | NZ | ARG | FIN | SAN | RAC |
| ---- | ------- | ------ | ---- | ---- | ---- | --- | --- | --- | -- | --- | --- | --- | --- |
| 1    | Peugeot | 54     | 10+8 | 10+8 | 10+8 |     |     |     |    |     |     |     |     |
| 2    | Audi    | 46     | 9+7  | 9+7  | 8+6  |     |     |     |    |     |     |     |     |
| 3    | Lancia  | 24     | 5+3  | -    | 9+7  |     |     |     |    |     |     |     |     |
| 4    | Toyota  | 10     | -    | -    | 2+8  |     |     |     |    |     |     |     |     |
| 5    | Ford    | 8      | -    | -    | 5+3  |     |     |     |    |     |     |     |     |
| 6    | Renault | 6      | 4+2  | -    | -    |     |     |     |    |     |     |     |     |
| 6=   | Mazda   | 6      | -    | 3+3  | -    |     |     |     |    |     |     |     |     |
| 8    | Citroën | 4      | 3+1  | -    | -    |     |     |     |    |     |     |     |     |
| 8=   | Nissan  | 4      | -    | -    | 3+1  |     |     |     |    |     |     |     |     |
| 8=   | Opel    | 4      | -    | 2+2  | -    |     |     |     |    |     |     |     |     |

### Pilotes
- Attribution des points : 20, 15, 12, 10, 8, 6, 4, 3, 2, 1 respectivement aux dix premiers de chaque épreuve.
- Seuls les sept meilleurs résultats (sur douze épreuves) sont retenus pour le décompte final des points.

| Pos. | Pilote            | Marque  | Points | M-C | SUE | POR | SAF | COR | ACR | NZ | ARG | FIN | SAN | CIV | RAC |
| ---- | ----------------- | ------- | ------ | --- | --- | --- | --- | --- | --- | -- | --- | --- | --- | --- | --- |
| 1    | Timo Salonen      | Peugeot | 44     | 12  | 12  | 20  |     |     |     |    |     |     |     |     |     |
| 2    | Ari Vatanen       | Peugeot | 40     | 20  | 20  | -   |     |     |     |    |     |     |     |     |     |
| 3    | Stig Blomqvist    | Audi    | 35     | 10  | 15  | 10  |     |     |     |    |     |     |     |     |     |
| 4    | Walter Röhrl      | Audi    | 27     | 15  | -   | 12  |     |     |     |    |     |     |     |     |     |
| 5    | Massimo Biasion   | Lancia  | 17     | 2   | -   | 15  |     |     |     |    |     |     |     |     |     |
| 6    | Hannu Mikkola     | Audi    | 10     | -   | 10  | -   |     |     |     |    |     |     |     |     |     |
| 7    | Bruno Saby        | Peugeot | 8      | 8   | -   | -   |     |     |     |    |     |     |     |     |     |
| 7=   | Per Eklund        | Audi    | 8      | -   | 8   | -   |     |     |     |    |     |     |     |     |     |
| 7=   | Werner Grissmann  | Audi    | 8      | -   | -   | 8   |     |     |     |    |     |     |     |     |     |
| 10   | Henri Toivonen    | Lancia  | 6      | 6   | -   | -   |     |     |     |    |     |     |     |     |     |
| 10=  | Gunnar Pettersson | Audi    | 6      | -   | 6   | -   |     |     |     |    |     |     |     |     |     |
| 10=  | José Miguel       | Ford    | 6      | -   | -   | 6   |     |     |     |    |     |     |     |     |     |
| 13   | Dany Snobeck      | Renault | 4      | 4   | -   | -   |     |     |     |    |     |     |     |     |     |
| 13=  | Mikael Ericsson   | Audi    | 4      | -   | 4   | -   |     |     |     |    |     |     |     |     |     |
| 13=  | Carlos Bica       | Ford    | 4      | -   | -   | 4   |     |     |     |    |     |     |     |     |     |